# 鸡腿堇菜
鸡腿堇菜（学名：Viola acuminata）是堇菜科堇菜属的植物。分布于俄罗斯、日本、朝鲜以及中国大陆的陕西、甘肃、山东、河北、黑龙江、浙江、吉林、辽宁、江苏、安徽、内蒙古、山西、湖南等地，生长于海拔50米至2,400米的地区，见于灌丛、山坡草地、林缘、杂木林下和溪谷湿地。

## 别名
鸡腿菜、胡森堇菜、红铧头草

## 异名
- Viola acuminata Ledeb. var. pilifera C. J. Wang